# Yaron Urbas
Yaron M. Urbas (* 1971 oder 1972) ist ein US-amerikanischer Schauspieler und Filmschaffender.

## Leben
Urbas zog mit seiner Mutter und Großmutter 1976 im Alter von vier Jahren in die USA und hatte Probleme sich zu integrieren, da er nur Hebräisch sprach. Er stammt aus einer Familie mit nahöstlicher und osteuropäischer Herkunft. Die Familie wohnte in Stuyvesant Town–Peter Cooper Village in Manhattan, New York City. 1998 machte er seinen Bachelor of Science als Computeringenieur. Ab 2009 besuchte er das Park Performing Arts Center, wo er das Schauspiel lernte.
Sein Schauspieldebüt gab Urbas 2008 in einer Episode der Fernsehserie 30 Rock. In den nächsten Jahren folgten weitere Episodenrollen in Fernsehserien wie Castle, Nurse Jackie, Kings, Law & Order: Special Victims Unit oder auch in der Mini-Serie Der große Aufbruch – Die Pioniere Amerikas. Er übernahm außerdem meist Nebenrollen in verschiedenen Filmproduktionen. 2014 war er in dem Katastrophenfilm Eiszeitalter – The Age of Ice als Captain Kawar zu sehen. Ein Jahr zuvor erschien mit dem Kurzfilm Renewal sein erster eigener Film, für den er die Produktion und die Regie übernahm sowie das Drehbuch verfasste. 2016 übernahm er die Produktion für Thorns for Flowers.
Er lebt mit seiner Familie in New York City.

## Filmografie (Auswahl)

### Schauspiel
- 2008: 30 Rock (Fernsehserie, Episode 3x05)
- 2009: Castle (Fernsehserie, Episode 1x02)
- 2009: Nurse Jackie (Fernsehserie, Episode 1x02)
- 2009: Kings (Fernsehserie, Episode 1x10)
- 2009: Law & Order: Special Victims Unit  (Fernsehserie, Episode 11x05)
- 2012: Der große Aufbruch – Die Pioniere Amerikas (The Men Who Built America) (Mini-Serie, 4 Episoden)
- 2012: Footprints
- 2012: House Near the End of the Street (Kurzfilm)
- 2013: In Between Men (Fernsehserie, Episode 2x05)
- 2013: Hotel Guests (Kurzfilm)
- 2013: Club Magic Moment (Kurzfilm)
- 2013: Celebrity Ghost Stories (Fernsehdokuserie, Episode 4x27)
- 2013: The Robyn Chronicles (Fernsehserie, Episode 1x01)
- 2013: Renewal (Kurzfilm)
- 2013: Love, Death & Conflict (Kurzfilm)
- 2014: Full Circle (Kurzfilm)
- 2014: Redrum – Am Anfang war der Mord (Redrum) (Fernsehserie, Episode 2x12)
- 2014: Motion Picture Martyr
- 2014: Visions (Kurzfilm)
- 2014: Ardennes Fury – Die letzte Schlacht (Battle of the Ardennes: Fury)
- 2014: Broken Angels (Kurzfilm)
- 2014: A Crime to Remember (Fernsehdokuserie, Episode 2x04)
- 2014: Eiszeitalter – The Age of Ice (Age of Ice)
- 2014: Legacy the Series (Kurzfilm)
- 2015: My Crazy Love – Verrückt vor Liebe (My Crazy Love) (Fernsehserie, Episode 1x10)
- 2015: Wenn Liebe tötet (I'd Kill for You) (Fernsehserie, Episode 2x11)
- 2015: Madam Trigger (Kurzfilm)
- 2015: Around Every Corner
- 2015: The Jim Gaffigan Show (Fernsehserie, Episode 1x03)
- 2015: Burning Man the Musical (Kurzfilm)
- 2015: Deadly Devotion (Fernsehdokuserie, Episode 3x05)
- 2015: The Sonnet Project (Fernsehserie, Episode 1x109)
- 2015: Sonnet 93: So Shall I Live.. (Kurzfilm)
- 2015: Wackademia (Fernsehfilm)
- 2015: The Blacklist (Fernsehserie, Episode 3x07)
- 2015: Bulan Terbelah di Langit Amerika
- 2015: Lover's Game
- 2016: Clandestine
- 2016: The Miller Prediction
- 2016: The Darkest Black (Kurzfilm)
- 2016: Thorns for Flowers
- 2016: Joker's Wild
- 2016: Hospital Arrest
- 2016: His Dying Wish
- 2017: I, Witness (Fernsehdokuserie, Episode 1x03)
- 2017: The Right to Live
- 2017: Avenues
- 2017: Breaking Point
- 2017: Gotham (Fernsehserie, Episode 3x22)
- 2017: Orange Is the New Black (Fernsehserie, 2 Episoden)
- 2017: Price for Freedom
- 2017: Sam
- 2017: Surviving the Outbreak
- 2017: Into the Outbreak
- 2017: Cries of the Unborn
- 2017: After the Outbreak
- 2018: Pickings
- 2018: Mapplethorpe
- 2018: Bull (Fernsehserie, Episode 2x21)
- 2018: We Speak NYC (Fernsehserie, Episode 2x03)
- 2018: Division Street (Fernsehserie, Episode 1x01)
- 2018: Manifest (Fernsehserie, Episode 1x05)
- 2018: Hot Air
- 2019: Tapestry
- 2019: Metro Park (Mini-Serie, Episode 1x09)
- 2019: Aleppo (Kurzfilm)
- 2019: Crazytown (Fernsehserie, 4 Episoden)
- 2019: American Criminal
- 2019: Night Sweats
- 2020: The Plot Against America (Mini-Serie, Episode 1x04)
- 2020: For Life (Fernsehserie, Episode 1x10)
- 2020: You're Not Alone
- 2020: Magic Max
- 2020: The Eric Andre Show (Fernsehserie, Episode 5x06)
- 2020: The Holdover (Kurzfilm)

### Produktion
- 2013: Renewal (Kurzfilm, auch Regie und Drehbuch)
- 2016: Thorns for Flowers